# Резолюция 68 на Съвета за сигурност на ООН
Резолюция 68 на Съвета за сигурност на ООН е приета на 10 февруари 1949 г. Резолюция 68 постановява текстът на Резолюция 192 на Общотото събрание на ООН, така както е поместен в Документ S/1216, да бъде предаден на Комисията за конвенционалните оръжия за изпълнение на действията, предвидени в спомената резолюция.
Резолюция 68 е приета с мнозинство от 9 гласа, като двама от членовете на Съвета за сигурност – Украинската ССР и СССР – гласуват въздържали се..